# 이소베정 (군마현)
이소베정(일본어: 磯部町)은 일본 군마현 우스이군에 설치되었던 정이다. 현재의 안나카시에 해당한다.